# Загальна факторна продуктивність
В економічній теорії загальна продуктивність факторів (TFP) (англ. total-factor productivity (TFP)), також загальна факторна продуктивність, багатофакторна продуктивність, загальна продуктивність чинників виробництва, зазвичай вимірюється як відношення сукупного виробництва (наприклад, ВВП) до сукупних витрат.  Згідно з деякими спрощеними припущеннями щодо технології виробництва, зростання TFP стає частиною зростання виробництва, що не пояснюється зростанням традиційно виміряних витрат праці та капіталу, що використовуються у виробництві.  TFP розраховується шляхом ділення випуску на середнє геометричне зважене праці та капіталовкладень зі стандартним коефіцієнтом ваги 0,7 для праці та 0,3 для капіталу.  Загальна факторна продуктивність є мірою виробничої ефективності, оскільки вона вимірює, скільки продукції можна виробити з певної кількості ресурсів. Це частково пояснює різницю в доходах на душу населення між країнами.  Для відносно невеликих процентних змін швидкість зростання TFP можна оцінити шляхом віднімання темпів зростання витрат праці та капіталу з темпів зростання виробництва. 

## Контекст
Технологічне зростання та ефективність розглядаються як два найбільші підрозділи загальної продуктивності чинників виробництва, причому перший з них має "особливі" притаманні риси, такі як позитивні зовнішні ефекти та відсутність конкурентів, що посилює його позицію як рушія економічного зростання.
Загальна продуктивність чинників виробництва (TFP) часто вважається основним фактором, що впливає на темпи зростання ВВП. Інші фактори, що впливають на неї, включають витрати праці, людський капітал та фізичний капітал. Загальна продуктивність чинників виробництва вимірює залишкове зростання загального випуску фірми, галузі або національної економіки, яке не можна пояснити накопиченням традиційних факторів виробництва, таких як праця і капітал. Оскільки її неможливо виміряти безпосередньо, в процесі розрахунку ЗПФ визначається як залишковий показник, який враховує вплив на загальний випуск, не спричинений факторами виробництва.
Було показано, що існує історична кореляція між TFP та ефективністю перетворення енергії .  Крім того, було виявлено, що інтеграція (наприклад, між фірмами) має причинно-наслідковий позитивний вплив на загальну продуктивність факторів виробництва. 

## Розрахунок
Наведене нижче рівняння (у формі Кобба-Дугласа ) часто використовується для представлення загального випуску (Y) як функції загальної продуктивності факторів виробництва (A), вкладеного капіталу (K), затрат праці (L) і відповідних двох витрат частки випуску (α і β частки внеску для K і L відповідно). Як зазвичай для рівнянь цієї форми, збільшення A, K або L призведе до збільшення випуску.
{\displaystyle Y=A\times K^{\alpha }\times L^{\beta }}

## Оцінка та доопрацювання
Як залишок, TFP також залежить від оцінок інших компонентів. 
У 2001 році Вільям Істерлі та Рос Левін підрахували, що для середньостатистичної країни TFP забезпечує 60 відсотків зростання виробництва на одного працівника.  : 185 
У дослідженні людського капіталу 2005 року була зроблена спроба виправити слабкі місця в оцінках трудового компонента рівняння шляхом уточнення оцінок якості праці. Зокрема, роки навчання в школі часто приймаються як проміжний показник якості робочої сили (та запасу людського капіталу), що не враховує відмінностей у навчанні між країнами. Використовуючи ці переоцінки, внесок TFP був значно нижчим. 
Роберт Айрес і Бенджамін Варр виявили, що модель можна вдосконалити, використовуючи ефективність перетворення енергії, яка приблизно відстежує технологічний прогрес . 

## Критика
Слово "загальна" означає, що були виміряні всі фактори виробництва. Офіційні статисти, як правило, використовують термін "багатофакторна продуктивність" (БФП) (англ. multifactor productivity (MFP)) замість ЗПФ, оскільки деякі фактори виробництва, такі як енергія, зазвичай не враховуються. Зовнішні витрати, включаючи атрибути робочої сили, громадську інфраструктуру, таку як дороги, та витрати на екологічну стійкість, такі як виснаження корисних копалин і забруднення, традиційно не включаються.
Вправи з обліку зростання та загальної продуктивності факторів виробництва є відкритими для кембриджської критики. Тому деякі економісти вважають, що цей метод і його результати є хибними або потребують ретельної інтерпретації та використання разом з іншими альтернативними підходами.
На основі розмірного аналізу TFP критикували за відсутність значущих одиниць вимірювання.Одиницями величин у рівнянні Кобба–Дугласа є:
- Y: widgets/year (wid/yr)
- L: man-hours/year (manhr/yr)
- K: capital-hours/year (caphr/yr; this raises issues of heterogeneous capital)
- α, β: pure numbers (non-dimensional), due to being exponents
- A: (widgets × yearα + β – 1) / (caphrα × manhrβ), a balancing quantity, which is TFP.

У цій конструкції одиниці А не мають простої економічної інтерпретації, а концепція ЗПФ виглядає як артефакт моделювання. Офіційна статистика уникає вимірювання рівнів, натомість конструює безрозмірні темпи зростання випуску та ресурсів, а отже, і залишків.